# 소만 (화학무기)
소만(Soman) 가스는 신경가스의 일종으로 1944년 독일의 리하르트 쿤이 개발했다. G계열(사린, 타분, 소만)독가스 중 독성이 가장 강하고 치명적인 신경가스이며 반수치사량이 1kg당 2000mg으로 극히 적은 양으로도 많은 인명을 살상할 수 있다.

소만 (화학무기

색은 무색이나 황갈색이며 냄새는 무취나 장뇌냄새가 난다고 한다. 또한 피부나 흡입으로 효과를 나타낸다. 이러한 신경가스는 신경전달물질인 아세틸콜린을 신경에 축적시켜 신경을 지나치게 흥분시키고 그 결과로 경련, 마비, 호흡곤란, 구토, 방뇨, 방분, 뒤틀림 등의 현상을 유발한다.
이렇게 강력한 소만가스와 그 외의 G계열 신경가스는 전쟁 중 몇백만톤이나 비축되어 있었지만 실제로 2차세계대전 중 한번도 실전에 투입되지 못하였는데, 화학무기를 두려워한 히틀러에 의해 사용되지 못했다고 한다.
소만과 마찬가지로 독일에서 개발된 사린, 타분같은 G계열의 신경가스 역시 실전에는 사용하지 못했다.
독일이 제2차세계대전에서 패전 한 후에 소만과 같은 G계열의 독가스는 거의 대부분 소련의 수중에 떨어졌고 나머지는 폐기처분되어 발틱해의 깊은 바다속에 버려졌다. 현재 북한이 가지고 있는 대부분의 신경가스가 바로 소만이다.